# Sceloporus carinatus
Espèce
Statut de conservation UICN

 LC  : Préoccupation mineure
Sceloporus carinatus est une espèce de sauriens de la famille des Phrynosomatidae.

## Répartition
Cette espèce se rencontre :
- au Guatemala ;
- au Chiapas au Mexique.

## Publication originale
- Smith, 1936 : Descriptions of new species of lizards of the genus Sceloporus from Mexico. Proceedings of the Biological Society of Washington, vol. 49, p. 87-96 (texte intégral).